# Bir el-Ater
Bir el-Ater (arabe بئر العاتر) est une commune algérienne de la wilaya de Tébessa, située à 87 km au sud de Tébessa.

## Géographie
Au nord de Bir el-Ater se trouve une plaine. L'agriculture était florissante au temps des romains. De nos jours, le sol est sec et peu fertile. La végétation est essentiellement constituée de touffes d'alfa. Au sud, se situe le Djebel Onk, orienté nord-est sud-ouest, il abrite des mines de phosphates. 
Le paysage devient plus accidenté avec quelques pitons et des oueds asséchés qui creusent de nombreux canyons ocre jaune. En poursuivant en direction de Negrine, la végétation se fait de plus en plus rare et le terrain est constitué de terre blanche et de cailloux. 

## Histoire
À Bir El-Ater se trouve le site archéologique qui a donné son nom à l'Atérien, un faciès industriel d'Afrique du Nord qui correspond plus ou moins à la fin du Paléolithique moyen et au début du Paléolithique supérieur (de 40 000 à 30 000 ans BP, voire jusqu'à 20 000 ans BP au Sahara).
La richesse archéologique de la région est attestée par de nombreux puits romains et quelques villas romaines. Ces vestiges sont répertoriés sur les cartes d'état-major. Les puits sont tous asséchés aujourd'hui. À quelques kilomètres au nord de Bir el-Ater se trouvent les ruines d'une grande huilerie romaine, conservée sur deux étages.
Jusqu'à l'indépendance de l'Algérie en 1962, Bir el Ater abritait le 42e Bataillon Français du Génie dont la mission était la surveillance et la sécurisation de la ligne Morice (ligne de barbelés) à la frontière avec la Tunisie.

## Économie
La région de Bir El-Ater est connue pour ses grands pâturages, l'élevage des moutons, sa vie commerçante et la mine de phosphate de Djebel Onk qui est la plus grande en Algérie et qui compte parmi les plus grandes réserves de phosphate au monde.
Les gazoducs pour le transport du gaz naturel de Sonatrach qui prennent naissance de Hassi R'Mel à la frontière tunisienne destiné à l'exportation à l'Italie, passent par le territoire de Bir El Ater.

## Personnalités liées à la commune
- Colonel Victor Harnisch, chef du 2e bataillon du 44e régiment d’infanterie implanté à Bir-el-Ater entre 1956 et 1958.
- Mohamed Reghis, mannequin et acteur né en 1987.
- Mohammed Doumir, vétérinaire, inventeur, entrepreneur et chercheur né en 1985.